# Attivatti, Koppal
Attivatti là một làng thuộc tehsil Koppal, huyện Koppal, bang Karnataka, Ấn Độ.